# Luv (canción)
Luv es una canción interpretada por la cantante estadounidense Janet Jackson, perteneciente a su décimo álbum de estudio, Discipline, de 2008. Fue escrita por Rodney Jerkins, D'Mile, Tasleema Yasin, y LaShawn Daniels, y fue producida por Jerkins y D'Mile. Fue lanzada a la radio el 11 de febrero de 2008 como el tercer sencillo del álbum, en Estados Unidos.

## Información de la canción
La canción no fue lanzada en el Reino Unido, y no se produjo ningún video musical. La canción utiliza un jazz armónico, que fue muy popular en la década del 1940.
Jackson interpretó la canción en su quinta gira musical Rock Witchu Tour.

## Recepción

### Crítica
En una revisión del álbum, AllMusic describió a Luv como una «pasada ligera, el sentirse bien, aplaudir y rebotar», mientras que Newsday dijo que «a lo largo de la canción, pueden escucharse ranuras que provienen de un álbum de Ciara, aparte de unas pocas armonías comerciales de Jackson».

### Comercial
Luv logró alcanzar el puesto número 34 en la lista de Billboard Hot R&B/Hip-Hop Songs a mediados de marzo de 2008, haciendo el 43.º éxito Top 40 de Jackson en la lista de R&B. Sin embargo, la canción no ingresó en la lista Billboard Hot 100, alcanzando solo la segunda posición en la lista Bubbling Under Hot 100 Singles de Billboard.

## Lista de canciones y formatos
Promoción en EE.UU. del Sencillo en CD
1. Luv (principal) – 3:09
2. Luv (instrumental) – 3:36

## Listas musicales
| Listas (2008)                                 | Posiciones |
| --------------------------------------------- | ---------- |
| U.S. Billboard Bubbling Under Hot 100 Singles | 2          |
| U.S. Billboard Hot R&B/Hip-Hop Songs          | 34         |